# Konan N'Dri
Konan Ignace Jocelyn N'Dri, noto semplicemente come Konan N'Dri (27 ottobre 2000), è un calciatore ivoriano, attaccante del Lecce.

## Caratteristiche tecniche
Giocatore dotato di grande velocità e buon dribbling, ricopre maggiormente il ruolo di punta centrale e ala sulla fascia destra. All'occorrenza può essere schierato anche come esterno o seconda punta.

## Carriera

### Eupen e OH Lovanio
Cresciuto nell'Aspire Academy, il 31 gennaio 2019 viene acquistato dall'Eupen, con cui firma un contratto di sei mesi. Debutta in Pro League il 3 marzo in occasione dell'incontro perso 2-1 contro l'Anversa, sostituendo Eric Ocansey nella ripresa.
Il 21 luglio 2023 passa all'OH Lovanio, sempre nella massima serie belga, con cui firma un contratto triennale.

### Lecce
Il 2 febbraio 2025 si trasferisce al Lecce, in Serie A, con cui firma un contratto valido fino al 30 giugno 2028, con opzione per ulteriori due stagioni. Sette giorni dopo esordisce con i salentini nella partita casalinga contro il Bologna, pareggiata per 0-0, subentrando a Santiago Pierotti. 

## Statistiche
Statistiche aggiornate al 19 aprile 2025.

### Presenze e reti nei club
| Stagione          | Squadra           | Campionato        | Campionato | Campionato | Coppe nazionali | Coppe nazionali | Coppe nazionali | Coppe continentali | Coppe continentali | Coppe continentali | Altre coppe | Altre coppe | Altre coppe | Totale | Totale | Totale |
| Stagione          | Squadra           | Comp              | Pres       | Reti       | Comp            | Pres            | Reti            | Comp               | Pres               | Reti               | Comp        | Pres        | Reti        | Pres   | Reti   |        |
| ----------------- | ----------------- | ----------------- | ---------- | ---------- | --------------- | --------------- | --------------- | ------------------ | ------------------ | ------------------ | ----------- | ----------- | ----------- | ------ | ------ | ------ |
| 2018-2019         | Eupen             | PL                | 1+8        | 0          | CB              | 0               | 0               |                    | -                  | -                  |             | -           | -           | 9      | 0      |        |
| 2019-2020         | Eupen             | PL                | 3          | 0          | CB              | 1               | 0               |                    | -                  | -                  |             | -           | -           | 4      | 0      |        |
| 2020-2021         | Eupen             | PL                | 33         | 1          | CB              | 3               | 0               |                    | -                  | -                  |             | -           | -           | 36     | 1      |        |
| 2021-2022         | Eupen             | PL                | 31         | 1          | CB              | 5               | 0               |                    | -                  | -                  |             | -           | -           | 36     | 1      |        |
| 2022-2023         | Eupen             | PL                | 33         | 7          | CB              | 1               | 0               |                    | -                  | -                  |             | -           | -           | 34     | 7      |        |
| Totale Eupen      | Totale Eupen      | Totale Eupen      | 109        | 9          |                 | 10              | 0               |                    | -                  | -                  |             | -           | -           | 119    | 9      |        |
| 2023-2024         | OH Lovanio        | PL                | 19         | 0          | CB              | 3               | 1               |                    | -                  | -                  |             | -           | -           | 22     | 1      |        |
| 2024-gen. 2025    | OH Lovanio        | PL                | 24         | 3          | CB              | 3               | 1               |                    | -                  | -                  |             | -           | -           | 27     | 4      |        |
| Totale OH Lovanio | Totale OH Lovanio | Totale OH Lovanio | 43         | 3          |                 | 6               | 2               |                    | -                  | -                  |             | -           | -           | 49     | 5      |        |
| gen.-giu. 2025    | Lecce             | A                 | 8          | 0          | CI              | -               | -               | -                  | -                  | -                  | -           | -           | -           | 8      | 0      |        |
| Totale carriera   | Totale carriera   | Totale carriera   | 160        | 12         |                 | 16              | 2               |                    | -                  | -                  |             | -           | -           | 176    | 14     |        |